# Wierzbka Górna
Wierzbka Górna (deutsch Klein Vorbeck) ist ein Wohnplatz in der Woiwodschaft Westpommern in Polen. Er gehört zur Gmina Gościno (Stadt- und Landgemeinde Groß Jestin) im Powiat Kołobrzeski (Kreis Kolberg). 

## Geographische Lage
Der Wohnplatz liegt in Hinterpommern, etwa 20 Kilometer südlich von Kołobrzeg (Kolberg) und 95 Kilometer nordöstlich von Stettin. Er liegt etwa 600 Meter vom Südende des langgestreckten Kämitz-Sees entfernt. Die nächsten Nachbarorte sind etwa 500 Meter nördlich Dargocice (Eickstedtswalde), etwa 2 Kilometer nordöstlich Wartkowo (Wartekow) und etwa 500 Meter südlich Wierzbka Dolna (Groß Vorbeck). 

## Geschichte
Klein Vorbeck wurde erstmals im Jahre 1605 urkundlich erwähnt. In Ludwig Wilhelm Brüggemanns Beschreibung des Herzogtums Vor- und Hinterpommern (1784) ist es bei Wartekow als „ein auf der Feldmark desselben gelegenes Vorwerk, Klein-Vorbeck genannt,“ aufgeführt.
1828 kaufte Heinrich von Eickstedt aus der pommerschen uradligen Familie Eickstedt Wartekow mit Klein Vorbeck. Bereits 1829 ließ er Wald roden und begann nördlich von Klein Vorbeck, nahe am Kämitz-See, mit dem Bau eines neuen Gutshofes, der 1834 den Namen Eickstedtswalde erhielt und sein Wohnsitz wurde. In diesem Rahmen baute er auch Klein Vorbeck aus, das zuvor ein kleines Gehöft mit 5 Einwohnern war. 1840 trennte er Eickstedtswalde zusammen mit dem Vorwerk Klein Vorbeck von Wartekow ab. Die neue Einheit wurde durch den König zum landtagsfähigen Rittergut bestimmt. Im Jahre 1864 wurden in Klein Vorbeck 66 Einwohner gezählt. Mit dem Niedergang des Gutes Eickstedtswalde nahm die Einwohnerzahl aber bald ab. Im Jahre 1905 wurden 10 Einwohner gezählt. 
1928 wurde Eickstedtswalde mit Klein Vorbeck an die Gemeinnützige Kreissiedlungsgesellschaft Kolberg verkauft, die Gut und Vorwerk aufteilte und Bauern ansiedelte. Dabei wurden in Klein Vorbeck 7 Hofstellen geschaffen. 
Klein Vorbeck gehörte zum Gutsbezirk Eickstedtswalde. Mit der Auflösung der Gutsbezirke in Preußen wurde Klein Vorbeck mit Eickstedtswalde 1929 für kurze Zeit in die Landgemeinde Wartekow eingemeindet. Wegen der Aufsiedlung des Gutes wurde dann aber eine eigene Landgemeinde Eickstedtswalde gebildet, zu der Eickstedtswalde, Klein Vorbeck und das südlich davon gelegene Dorf Groß Vorbeck gehörten. Als Teil der Landgemeinde Eickstedtswalde gehörte Klein Vorbeck bis 1945 zum Landkreis Kolberg-Körlin der Provinz Pommern.
1945 kam Klein Vorbeck, wie ganz Hinterpommern, an Polen. Die Bevölkerung wurde vertrieben. Der Ortsname wurde als „Wierzbka Górna“ polonisiert. Es liegt heute in der Gmina Gościno (Stadt- und Landgemeinde Groß Jestin) im Powiat Kołobrzeski (Kreis Kolberg). Dort gehört es zum Schulzenamt Dargocice. Die Einwohnerzahl beträgt (Stand 2017) 30 Einwohner.